# Émile Henry
Émile Henry (Barcelona, 1872. szeptember 26. – Párizs, 1894. május 21.) francia anarchista, akit több merénylet miatt guillotine általi halálra ítéltek.

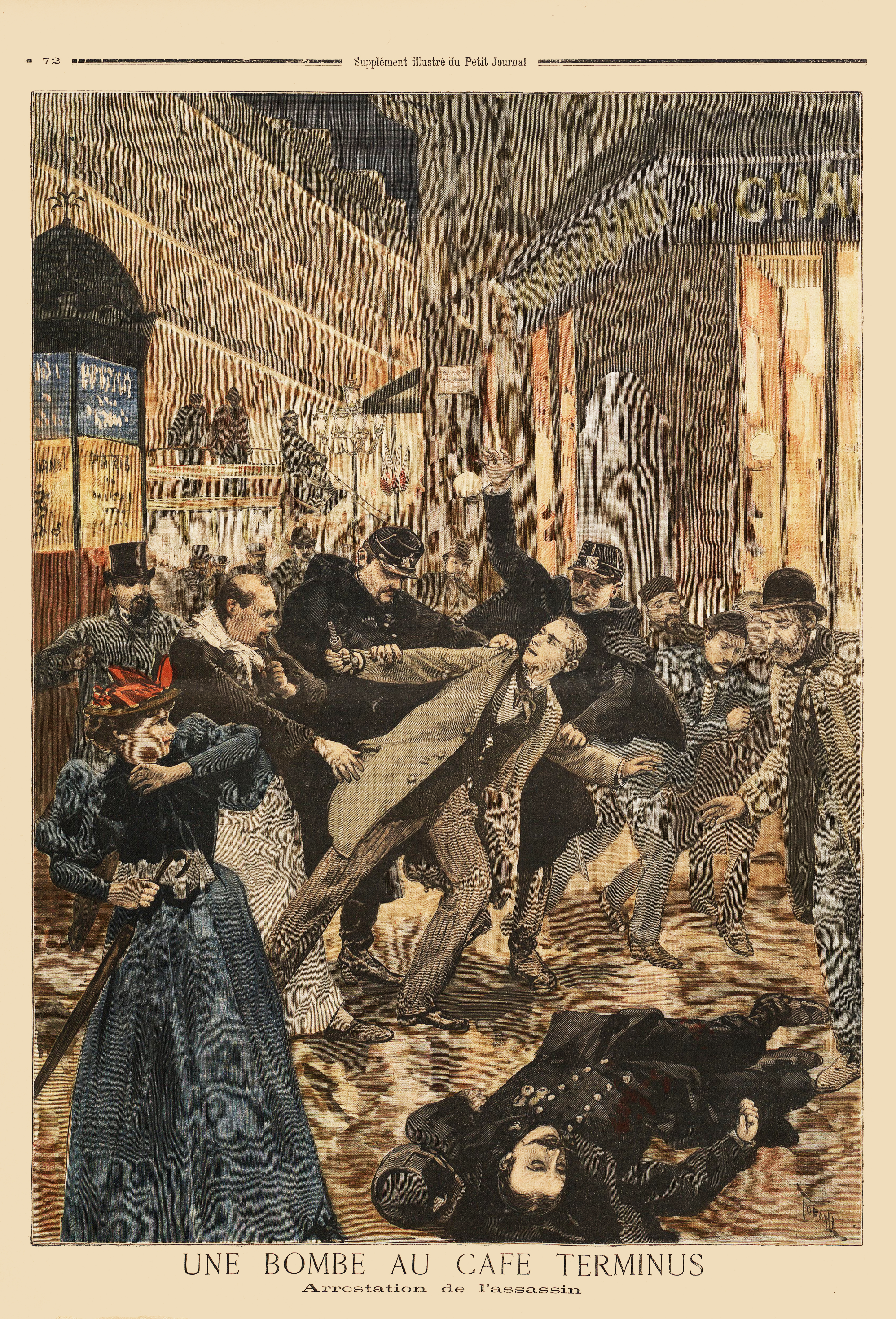
A Terminus kávéházi merénylet képe. Le Petit journal, 1894. február 26.

## Családja
Apja, Emil Fortune Henry, az 1871-es kommünnek volt tagja, és annak leveretése után távollétében halálra ítélték, ezért Spanyolországba szökött, ahol mint higanybányabérlő meggazdagodott. Csak 1880-ban, az amnesztia után tért vissza Franciaországba. Édesanyja, Rose Caubet Jean-Pierre Caubet (1813–1897), rébénacq-i asztalos és Marie Pailhé (1815–1862), agen-i munkásnő leánya volt, aki Párizsba települt munkalehetőség miatt a nagynénjéhez. 1867. február 16-án keltek egybe apjával. Később, férje halála után „à l’Espérance” (Reményhez címzett) vendégfogadót nyitott Limeil-Brévannes-ban.
Bátyja, Jean-Charles Fortuné Henry a L'En-dehors című újság munkatársa, s szintén anarchista aktivista volt. 1903-ban megalapította az Aiglemont-i libertariánus kolóniát.
Az apa spanyolországi tartózkodása alatt a szegény sorban élő család két fiát Párizs város költségén nevelték föl.

## Tanulmányai
Henry a Jean-Baptiste-Say líceum ösztöndíjasaként kiváló tanulmányokat folytatott, ahol egyik tanára úgy jellemezte őt, mint „tökéletes gyermeket, a legbecsületesebbet, akivel csak találkozni lehetett”. Mivel fényes karriert ígértek neki, előkészítő osztályokban természettudományokat tanult, és felvételt nyert az École Polytechnique-be. Úgy döntött, hogy nem teszi le a szóbeli felvételi vizsgát, s így ezt az iskolát nem végezte el.

## Akciói
Több anarchista akciót hajtott végre.
1892. november 8-án, kedden a Carmaux-i bányavállalat irodáinak felrobbantására szánt bombáját megtalálták, s az épület gondnoka a párizsi I. kerületben, a rue des Bons-Enfants 21. szám alatt található rendőrőrsre vitte. Az azonban ott felrobbant, és négy rendőrt, valamint két belépőt megölt.
Erről az akcióról Marc Lemonnier és Guy Debord anarchista dalt írtak: La Java des Bons-Enfants címmel.
1892 végén Henry Louis Dubois álnéven lakást bérelt a párizsi 20. kerületben lévő Villa Faucheur-ben, ahol előkészítette következő támadásait. 1894. február 12-én este 9 órakor Saint-Lazare pályaudvar Terminus kávézójában Henry leült egy üres asztalhoz, majd hirtelen kabátja zsebéből előhúzott egy robbanóanyaggal teli kis bádogedényt, és a levegőbe dobta. Egy csillárnak csapódott és összetörte az összes üveget és néhány márványasztalt. Általános tülekedés volt. Körülbelül húsz ember megsérült, közülük egy belehalt sérüléseibe. Emile Henry elmenekült, üldözőbe vette egy rendőr és egy pincér, majd csatlakozott egy vasutas, utóbbira rálőtt, de nem talált. Nem sokkal később, mielőtt elfogták volna, súlyosan megsebesített egy rendőrt.
Tetteit nem fogadták egyértelmű helyesléssel az anarchisták körében. Így Élisée Reclus kijelentette, hogy „Minden olyan jellegű támadást, mint amilyen a Terminusé volt, az igaz anarchista társak bűntettnek tekintenek”.
E merénylete miatt Ravachol és Auguste Vaillant korábbi anarchisták sorsára ítélték, s nyaktilóval kivégezték.

## Fordítás
- Ez a szócikk részben vagy egészben  az   Émile Henry (anarchiste) című francia Wikipédia-szócikk ezen változatának fordításán alapul.  Az eredeti cikk szerkesztőit annak laptörténete sorolja fel. Ez a jelzés csupán a megfogalmazás eredetét és a szerzői jogokat jelzi, nem szolgál a cikkben szereplő információk forrásmegjelöléseként.